# Konstantin Nikolajewitsch Igumnow
Konstantin Nikolajewitsch Igumnow (russisch Константин Николаевич Игумнов; * 19. Apriljul. / 1. Mai 1873greg. in Lebedjan; † 24. März 1948 in Moskau) war ein russischer Komponist und Klaviervirtuose.
Igumnow studierte zunächst privat Klavier bei Nikolai Swerew, dann am Moskauer Konservatorium bei Alexander Siloti und Christian Georg Paul Pabst, sowie Theorie und Komposition bei Sergei Tanejew, Anton Arenski und Michail Ippolitow-Iwanow. 1895 nahm er am Anton-Rubinstein-Wettbewerb in Berlin teil. 1899 wurde er Professor am Moskauer Konservatorium, das er 1924 bis 1929 als Direktor leitete. Im Februar 1910 nahm er sechs Klavierstücke für das Reproduktionsklavier Welte-Mignon auf. Zu seinen zahlreichen Schülern gehören Lew Oborin, Jelena Beckmann-Schtscherbina, Anatoli Alexandrow, Jakow Flier, Bella Davidovich, Rosa Tamarkina, Natalia Satina (die Frau von Sergei Rachmaninow), Maria Gambarjan und der Dirigent Issay Dobrowen.

## Auszeichnungen
- Orden des Roten Banners der Arbeit (1937)
- Volkskünstler der RSFSR (1941)
- Volkskünstler der UdSSR (1946)
- Leninorden (1945)
- Stalinpreis (1946)
- Medaille „Für heldenmütige Arbeit im Großen Vaterländischen Krieg 1941–1945“